# Balkanika
Balkanika är en serbisk musikgrupp som skapades av Sanja Ilić år 1998. Tillsammans med honom kommer de att tävla i Eurovision Song Contest 2018 för Serbien.